# Mississippi (canción de Bob Dylan)
"Mississippi" es la segunda canción del álbum del músico estadounidense Bob Dylan "Love and Theft", publicado en 2001.
La canción fue originalmente grabada durante las sesiones de grabación del álbum Time Out of Mind, que tuvieron lugar en enero de 1997, si bien finalmente fue descartada. En mayo de 2001, Dylan regrabaría la canción para el álbum "Love and Theft". Descrita como (having beauty and gravitas), la canción incluye una progresión lírica con una temática lírica y musical similar a "Stuck Inside of Mobile with the Memphis Blues Again".
Dylan ofreció la canción a Sheryl Crow, quien la grabó para su álbum The Globe Sessions, publicado en 1998, antes de que Dylan revisara el tema en 2001. La versión de Crowl ha sido descrita como "remarcable" por algunos críticos musicales y "olvidable" por otros sectores.
"Mississippi" supone un tributo musical a Jeff Buckley. Según Bob Dylan, Jeff Buckley fue uno de los mejores compositores de la década de los 90, lo que le animó a rendirle homenaje en la canción.
En 2008, varias tomas de "Mississippi" grabadas durante las sesiones de grabación de Time Out of Mind fueron publicadas en The Bootleg Series Vol. 8: Tell Tale Signs.